# Thomas Jorz
Thomas Jorz (Londra, 1250 o 1260 – Grenoble, 13 dicembre 1310) è stato un teologo e cardinale inglese appartenente all'Ordine dei domenicani, noto con il nome di Cardinal Anglicus.

## Biografia
Sebbene di origini oscure e sconosciute, si è ipotizzato la sua famiglia provenisse dalla contea di Nottingham o da Londra ed avesse origini gallesi. Suo fratello, Robert, fu sceriffo della contea di Nottingham nel 1305; ebbe inoltre altri quattro fratelli, tutti domenicani, due dei quali, Walter e Roland, arcivescovi di Armagh.
Entrato nell'Ordine dei predicatori, in Inghilterra, si recò a Parigi, dove studiò ed ebbe come insegnante Tommaso d'Aquino. Laureatosi il 16 dicembre 1291, divenne maestro di teologia presso l'Università di Oxford l'anno successivo. Ottenuto il rango di priore di un convento, fu nominato provinciale della contea di Oxford per sette anni (1296-1303).
Il 1º gennaio dell'anno seguente ottenne un salvacondotto per recarsi a Roma per occuparsi di affari concernenti l'ordine domenicano di cui era esponente. Divenuto confessore e consigliere di re Edoardo I d'Inghilterra, ne fu rappresentante nella sua visita a Lione, presso papa Clemente V.
Il 15 dicembre 1305, durante il concistoro tenuto dal pontefice, Thomas Jorz fu creato cardinale presbitero di Santa Sabina. In qualità di porporato fu presente ai processi postumi di Bonifacio VIII e Pietro di Giovanni Olivi.
Trasferitosi insieme a tutta la Curia pontificia ad Avignone, continuò ad essere rappresentante di re Edoardo I presso il pontefice. Il sovrano, il 6 maggio 1307, gli scriveva affinché Robert di Lincoln fosse canonizzato, ottenendo -sempre per pressione britanniche-, che il favorito del re, Walter Reynolds, divenisse arcivescovo di Canterbury. Thomas Jorz fece anche in modo iniziasse il processo di canonizzazione del francescano inglese Tommaso di Hereford, santificato dieci anni dopo la morte del cardinale.
Fu dunque nominato legato pontificio presso Enrico VII di Lussemburgo, ma durante il viaggio per raggiungerlo, il 13 dicembre 1310, morì a Grenoble. Il suo corpo fu poi trasferito a Oxford e sepolto sotto il coro della chiesa domenicana.

## Opere
L'individuazione dei suoi scritti è stata spesso difficoltosa, in quanto il cardinale fu numerose volte confuso con altri teologi quali Tommaso di Galles, Tommaso d'Aquino e Tommaso di Sutton, i quali trattavano di argomenti simili a quelli di Jorz. Ad eccezioni di alcuni scritti la cui paternità non è ancora stata individuata, sotto attribuiti al porporato inglese diverse opere: 
| - Scriosit super quatuor libros Sententiarum - Postillam in Psalterium - Sermones per Annum - De Doctrina Scholarium - De Conceptione beatæ Virginis - In Genesun Commentaria - Super Boëtium Consolatione - Contra Ioannem Scotum - De Concordantia librorum S.Thomæ Aquinatis - Postillas in Proverbia Salomonis | - In Canticum Canticorum - In libros S. Augustinis de Civitate Dei - Quodliberta - Adueriníns Iconoclastas - Quæstiones Theologicas - De Statu Animarum post mortem - Scripsisie etiam dicitur à Pitsæo librum unum in Isaiam, et alterum in Hieremiam - Liber de beata visione - De paupertate Christi |